# Algarve Cup
Algarve Cup är en årlig damfotbollslandslagsturnering. Algarve Cup avgörs sedan 1994 och spelas i Algarveområdet i södra Portugal i februari–mars. 1994 deltog sex lag, 1995–2001 åtta lag, och sedan 2002 deltar 12 lag. Det finns ingen direkt motsvarighet för herrar.
Eftersom flera topplag brukar delta kallas turneringen inofficiellt ofta för "Lilla VM". Idén kläcktes i juni 1993 då Svenska Fotbollförbundet föreslog till det portugisiska fotbollsförbundet att Portugal borde arrangera en landslagsturnering. 2023 genomfördes ingen Algarve Cup.

## Segrare
| År   |                                                 | Final                                           | Final                                           | Final |
| År   | Vinnare                                         | Resultat                                        | Tvåa                                            |       |
| ---- | ----------------------------------------------- | ----------------------------------------------- | ----------------------------------------------- | ----- |
| 1994 | Norge                                           | 1–0                                             | USA                                             |       |
| 1995 | Sverige                                         | 3–2 (e.f.)                                      | Danmark                                         |       |
| 1996 | Norge                                           | 4–0                                             | Sverige                                         |       |
| 1997 | Norge                                           | 1–0                                             | Kina                                            |       |
| 1998 | Norge                                           | 4–1                                             | Danmark                                         |       |
| 1999 | Kina                                            | 2–1                                             | USA                                             |       |
| 2000 | USA                                             | 1–0                                             | Norge                                           |       |
| 2001 | Sverige                                         | 3–0                                             | Danmark                                         |       |
| 2002 | Kina                                            | 1–0                                             | Norge                                           |       |
| 2003 | USA                                             | 2–0                                             | Kina                                            |       |
| 2004 | USA                                             | 4–1                                             | Norge                                           |       |
| 2005 | USA                                             | 1–0                                             | Tyskland                                        |       |
| 2006 | Tyskland                                        | 0–0 (e.f.) (4–3 str.)                           | USA                                             |       |
| 2007 | USA                                             | 2–0                                             | Danmark                                         |       |
| 2008 | USA                                             | 2–1                                             | Danmark                                         |       |
| 2009 | Sverige                                         | 1–1 (5–4 str.)                                  | USA                                             |       |
| 2010 | USA                                             | 3–2                                             | Tyskland                                        |       |
| 2011 | USA                                             | 4–2                                             | Island                                          |       |
| 2012 | Tyskland                                        | 4–3                                             | Japan                                           |       |
| 2013 | USA                                             | 2–0                                             | Tyskland                                        |       |
| 2014 | Tyskland                                        | 3–0                                             | Japan                                           |       |
| 2015 | USA                                             | 2–0                                             | Frankrike                                       |       |
| 2016 | Kanada                                          | 2–1                                             | Brasilien                                       |       |
| 2017 | Spanien                                         | 1–0                                             | Kanada                                          |       |
| 2018 | Nederländerna · Sverige                         | Finalen inställd på grund av kraftigt regnfall  | Finalen inställd på grund av kraftigt regnfall  |       |
| 2019 | Norge                                           | 3–0                                             | Polen                                           |       |
| 2020 | Tyskland · Italien                              | Finalen inställd på grund av Coronapandemin     | Finalen inställd på grund av Coronapandemin     |       |
| 2021 | Turneringen inställd på grund av Coronapandemin | Turneringen inställd på grund av Coronapandemin | Turneringen inställd på grund av Coronapandemin |       |
| 2022 | Sverige                                         | 1–1 (6–5 str.)                                  | Italien                                         |       |

### Fotnoter
1. ↑  ”Women's game thriving in the Algarve” (på engelska). FIFA. 9 mars 2011. Arkiverad från originalet den 13 mars 2014. https://web.archive.org/web/20140313094122/http://www.fifa.com/tournaments/archive/womensworldcup/germany2011/news/newsid=1395062/index.html. Läst 13 mars 2014.
2. ↑  "Inget Algarve Cup 2023". svenskfotboll.se. Publicerat 15 oktober 2022. Läst 31 augusti 2024.
3. ↑  ”Algarve cup ställs in” (på svenska). SVT Sport. 26 november 2020. https://www.svt.se/sport/fotboll/bakslag-infor-os-algarve-cup-stalls-in. Läst 26 november 2020.